# 红歌会网
红歌会网是中国大陆一个宣传毛泽东思想的网站，由深圳市红歌会文化咨询有限公司主办，网站口号为“唱响红歌，弘扬正气”。

## 历史
2011年5月创站，前身为深圳红歌会论坛。
2012年薄熙来事件后同乌有之乡、毛泽东旗帜网等一同被短暂被关闭，其后重启。
2017年，红歌会网与中国作家洪振快就狼牙山五壮士的问题在深圳市宝安区人民法院对簿公堂。洪振快在一审中败诉，随后提起上诉。2018年，广东省深圳市中级人民法院作出二审判决认为红歌会网不构成对洪振快名誉权的侵犯。
2019年，红歌会网发文指责视觉中国抹黑毛泽东。
2022年，湖北日报传媒集团宣布因红歌会网未经许可转载报道起诉红歌会网。

## 分析
红歌会网被描述为一个毛派的左翼或极左网站。研究中国新毛主义的裘德·布兰切特将红歌会网描述为“新毛主义版的德拉吉报道”。经济学人的一篇文章称，红歌会网上的帖子认为毛泽东时代的生活更加公平，因为当时国家为城市工人提供免费住房、免费教育和免费医疗。